# Osmanthus
Genre
Taxons de rang inférieur
- Voir le texte

Classification phylogénétique
Osmanthus est un genre de plantes à fleurs de la famille des Oleaceae. Il comprend des arbustes ou des petits arbres aux fleurs blanches odorantes et aux feuilles soit entières (feuilles faisant penser au troène) soit épineuses (les feuilles d'Osmanthus heterophyllus notamment qui rappellent celles du houx). Ils sont originaires principalement d'Asie tempérée.
Parmi les différentes espèces, on peut citer les suivantes, qui sont cultivées comme arbustes d'ornement en particulier pour la création de haies.

## Étymologie
Le nom de genre Osmanthus fut créé en 1790 par le botaniste portugais João de Loureiro dans Flora Cochinchinensis 1: 17, 28–29.
Le terme Osmanthus vient du grec όσμή - osmê, « odeur, parfum » et άνθος - anthos, « fleur », car les fleurs sont parfumées.

## Liste d'espèces
Osmanthus est composé d'environ 32 espèces.
Selon World Checklist of Selected Plant Families (WCSP) (20 mars 2012):
- Osmanthus americanus (L.) A.Gray (1878)
  - Osmanthus americanus var. americanus
  - Osmanthus americanus var. megacarpus (Small) P.S.Green(1958
  - Osmanthus americanus var. microphyllus P.S.Green (1958)
- Osmanthus armatus Diels  (1900), originaire de Chine.
- Osmanthus attenuatus P.S.Green, Notes Roy. Bot. Gard. Edinburgh 22: 524 (1958)
- Osmanthus austrocaledonicus (Vieill.) Knobl., Repert. Spec. Nov. Regni Veg. 41: 152 (1936)
  - Osmanthus austrocaledonicus subsp. austrocaledonicus
  - Osmanthus austrocaledonicus subsp. badula (Vieill. ex Pancher & Sebert) P.S.Green (1998
  - Osmanthus austrocaledonicus subsp. collinus (Schltr.) P.S.Green (1998)
  - Osmanthus austrocaledonicus var. crassifolius (Guillaumin) P.S.Green. (1998)
- Osmanthus cooperi Hemsl. (1896)
- Osmanthus cymosus (Guillaumin) P.S.Green (1963)
- Osmanthus decorus(Boiss. & Balansa) Kasapligil (1970), originaire  de Turquie et des régions du Caucase.
- Osmanthus delavayi Franch. (1886), originaire de Chine.
- Osmanthus didymopetalus P.S.Green (1958)
- Osmanthus enervius Masam. & T.Mori (1939)
- Osmanthus fordii Hemsl. (1889)
- Osmanthus fragrans Lour. (1790) , originaire de Chine et du Japon
  - Osmanthus fragrans var. aurantiacus Makino (1902)
  - Osmanthus fragrans var. fragrans
- Osmanthus gracilinervis L.C.Chia ex R.L.Lu (1989)
- Osmanthus hainanensis P.S.Green (1958)
- Osmanthus henryi P.S.Green (1958)
- Osmanthus heterophyllus (G.Don) P.S.Green (1958), originaire du Japon et de Taïwan.
  - Osmanthus heterophyllus purpureus
- Osmanthus insularis Koidz. (1914)
- Osmanthus iriomotensis T.Yamaz.(1994).
- Osmanthus kaoi (T.S.Liu & J.C.Liao) S.Y.Lu (1985)
- Osmanthus lanceolatus Hayata (1911)
- Osmanthus marginatus (Champ. ex Benth.) Hemsl. (1889) 
  - Osmanthus marginatus var. longissimus (H.T.Chang) R.L.Lu (1989)
  - Osmanthus marginatus var. marginatus
- Osmanthus matsumuranus Hayata (1911)
- Osmanthus mexicanus Lundell (1939)
- Osmanthus minor P.S.Green (1958)
- Osmanthus monticola (Schltr.) Knobl. (1936)
- Osmanthus pubipedicellatus L.C.Chia ex H.T.Chang (1982)
- Osmanthus reticulatus P.S.Green (1958)
- Osmanthus rigidus Nakai (1918)
- Osmanthus scortechinii King & Gamble (1905)
- Osmanthus serrulatus Rehder in C.S.Sargent (1916)
- Osmanthus suavis King ex C.B.Clarke (1882)
- Osmanthus sumatranus P.S.Green (1958)
- Osmanthus urceolatus P.S.Green (1958)
- Osmanthus venosus Pamp. (1911)
- Osmanthus yunnanensis (Franch.) P.S.Green (1958), originaire de Chine
- Osmanthus × fortunei (O. fragrans × O. heterophyllus) Carrière
- Osmanthus × burkwoodii (O. delavayi × O. decorus), à l'odeur de jasmin.

Les fleurs de l'Osmanthus fragrans sont cultivées pour la fabrication de la concrète d’osmanthus et de l'absolue d’osmanthus utilisée dans la fabrication des parfums. Ses fleurs séchées sont utilisées pour parfumer certains thés. 
L’osmanthus a donné son nom à la ville de Guilin, en Chine.

## Hybrides horticoles
- Osmanthus × burkwoodii (Burkwood & Skipwith) P.S.Green (croisement O. delavayi × O. decorus)
- Osmanthus × fortunei Carrière (O. fragrans × O. heterophyllus)